# Vigaña (Belmonte)
Vigaña es una aldea y una parroquia del concejo asturiano de Belmonte de Miranda, en España.
Tiene una superficie de 6,36 km², en la que habitan un total de 21 personas en 2020 (datos INE).
Dicha aldea está a unos 7 kilómetros de Belmonte, la capital del concejo. Se encuentra a unos 650 metros sobre el nivel del mar.
La iglesia, del siglo XV, está dedicada a San Pedro. Se conservan casonas, hórreos y paneras.
Cerca de Vigaña hay un castro sometido a investigación arqueológica, lo mismo que otras zonas del pueblo, a fin de estudiar las actividades humanas en la Edad Media y su influencia en la formación del paisaje. Estos trabajos se basan en la documentación del Monasterio de Belmonte, el estudio de un yacimiento de la Edad del Hierro, de otras zonas del término y de la organización agraria del lugar.